# Jeanne Cherhal
Pour les articles homonymes, voir Cherhal (homonymie).
Jeanne Cherhal est une chanteuse et pianiste française, née le 28 février 1978 à Nantes.

## Biographie

### Enfance et formation
Née en 1978 à Nantes, fille d'un plombier et d'une femme au foyer, Jeanne Cherhal a grandi avec ses deux sœurs, Émilie et Lise (également chanteuse), à Erbray, près de Châteaubriant.
Elle fait ses études secondaires dans cette ville, au lycée Saint-Joseph. C'est à l'age de 13 ans qu'elle commence le piano en autodidacte et qu'elle écrit des chansons.
Après l'obtention de son baccalauréat, travaillant comme monitrice de colonie de vacance, elle étudie la philosophie à l'université de Nantes. Son mémoire de maîtrise s'intitule Le poème en prose chez Max Jacob.
Parallèlement, elle commence sa carrière de chanteuse en faisant la première partie de Georges Moustaki en novembre 1999, sur la scène du TNT à Nantes.
Elle participe à plusieurs groupes de rock nantais.

### Vie privée
Elle a un fils, Tommy, né en 2014 de sa relation avec le guitariste Sébastien Hoog.

## Parcours

### Jeanne Cherhal
À vingt-trois ans, en 2001, elle sort un CD six titres auto-produit chez Madame Suzie Productions, suivi d'un album en public, intitulé Jeanne Cherhal, sorti le 16 avril 2002 sous le label indépendant Tôt ou tard. Elle fait une longue tournée en piano-voix avant et après la sortie de ce disque.
Elle chante ensuite durant un mois en double affiche avec Vincent Delerm dans une salle de spectacle parisienne, L'Européen, en 2002,. Elle effectue par ailleurs une série de concerts en compagnie de Matthieu Bouchet, qui donne lieu à l'édition d'un livre-disque live (tiré uniquement à 1 500 exemplaires et épuisé), intitulé [En même temps...]

### Douze fois par an
Son deuxième album, Douze fois par an, sort début 2004. Produit par Vincent Ségal, il devient disque d'or et se vend à 250 000 exemplaires. Elle obtient alors plusieurs récompenses, dont une  Victoire de la musique (qu'elle dédie à Jacques Higelin), ainsi que la reconnaissance d'un large public. Elle tourne pendant deux ans en compagnie du guitariste Éric Löhrer, puis du batteur Patrice Renson.
Avec J. P. Nataf, chanteur des Innocents, en 2005/2006, elle crée le groupe Red Legs où, portant des longues chaussettes rouges (qui donnent leur nom au duo), ils effectuent des reprises de classiques de la chanson (de Jacques Brel aux Rita Mitsouko) et de la pop internationale (de Kate Bush aux Pretenders), avec Jeanne Cherhal à la basse et J.P. Nataf à la guitare.
Fin 2005, durant trois mois, Jeanne Cherhal fait des débuts de comédienne dans une reprise de la célèbre pièce de théâtre Les Monologues du vagin.

### L'Eau
Le 23 octobre 2006, paraît son troisième album, L'Eau, réalisé par Albin de la Simone,. Également disque d'or, il se vend à 80 000 exemplaires environ. Plus abouti musicalement, il aborde des thèmes à la fois plus personnels et plus engagés (comme Le Tissu). Le single extrait de cet album est Voilà, musicalement inspiré de Woodward Avenue de Yusef Lateef.
Cet album lui permet encore une fois de faire une longue tournée en France mais aussi à l'étranger puisqu'elle se produit en Belgique, en Suisse, en Allemagne, au Royaume-Uni, en Irlande, au Liban, au Canada, et en Afrique Centrale. Elle est accompagnée d'Éric Löhrer aux guitares, d'Emiliano Turi à la batterie et d'Annick Agoutborde à la basse. Cette tournée passe notamment par l'Olympia le 24 avril 2007, avec en première partie An Pierlé. Elle s'achève par un concert le 21 décembre 2007 à La Maroquinerie.
En février 2008, elle met en ligne sur sa page MySpace un titre inédit, inspiré d'un « fameux » SMS, intitulé Si tu reviens, j'annule tout ; il crée un buzz médiatique.

### Charade
Charade sort le 8 mars 2010. Cet album, perçu comme plus rock et plus expérimental, est largement salué par la critique,,, mais ne rencontre pas un aussi large public que les albums précédents (il s'en écoule environ 30 000 exemplaires). Jeanne Cherhal y joue elle-même de tous les instruments : claviers, guitare, basse, batterie... L'album a un fil directeur avec quatre charades et aborde le sujet des hommes, parfois durement. On y retrouve, sous forme de bonus, le morceau Astoria ainsi que Brandt Rhapsodie, duo avec Benjamin Biolay.
Elle part alors en tournée avec La Secte humaine, groupe nantais composé essentiellement d'anciens membres des Little Rabbits et un temps backing band de Philippe Katerine. La tournée Statio Brazil démarre au Brésil en novembre 2009.
Elle donne plusieurs concerts au Bataclan. Comme pour la tournée de L'Eau, la dernière date a lieu le 26 février 2011 à la Maroquinerie pour un concert ponctué par deux moments forts : un duo avec JP Nataf sur Vesoul et un autre avec sa sœur Liz Cherhal sur 5 ou 6 années.
Les Françoises, groupe éphémère formé pour le Printemps de Bourges 2010, est composé de Jeanne Cherhal, Camille, Emily Loizeau, Olivia Ruiz, Rosemary du groupe Moriarty et La Grande Sophie. Les Françoises donnent un concert unique au Palais d'Auron, présenté comme la création événementielle de cette 34e édition du festival.
Au printemps 2011, elle joue durant trois semaines au théâtre des Bouffes du Nord dans The Second Woman, un opéra contemporain de Frédéric Verrières inspiré du film Opening Night de John Cassavetes.
Le 21 mars 2012, elle rejoue l'espace d'un soir, le premier album de Véronique Sanson, baptisé Amoureuse, sorti 40 ans (et un jour) plus tôt. Elle est accompagnée par Sébastien Hoog, Laurent Saligault et Éric Pifeteau. Elle rejoue ce concert, aux Francofolies de la Rochelle le 13 juillet 2012.
En avril 2012, elle est la marraine des 35e Rencontres d'Astaffort et, à cette occasion, elle donne un concert piano-voix dans le petit village d'Astaffort dans le Lot-et-Garonne.

### ARBA (tournée)
En novembre 2017, la Philharmonie de Paris donne une carte blanche à Jeanne Cherhal pour célébrer à sa manière les 20 ans de la mort de Barbara. À cette occasion, elle invite le musicien Bachar Mar-Khalife pour créer avec lui le spectacle ARBA, à deux pianos, essentiellement instrumental. Une tournée a lieu tout le mois de novembre et s'achève par trois concerts à la Cité de la musique les 24 et 25 novembre (deux représentations le 25). Le premier de ces trois concerts donne lieu à une captation réalisée par Gaëtan Chataigner pour Culture Box.

### L'An 40
Le 20 septembre 2019 sort son sixième album L'An 40 chez Barclay, qu'elle a entièrement écrit, composé et arrangé. Le disque est réalisé par Sébastien Hoog et enregistré en grande partie à Los Angeles par Ryan Freeland. Il fait la part belle au piano, et on y retrouve les musiciens Jim Keltner et Matt Chamberlain, ainsi qu'une chorale gospel. Dans cet album, Cherhal parle de féminité, d'amour, de césarienne (César), ou encore des obsèques de Jacques Higelin dont elle est proche (Un adieu). Elle joue à l'occasion de cette tournée aux Folies Bergère, salle qu'elle dit adorer depuis qu'elle y a vu Fiona Apple au début des années 2000.
Elle publie en 2020 son premier livre : À cinq ans, je suis devenue terre-à-terre, un recueil de ses mots préférés, paru chez Points.

### Tournée"Cinéma"
En 2021, à l'invitation de Thierry Frémaux, elle lance le concert Cinéma, composé de reprises de bandes originales de films, chantées en piano-voix. Cette tournée, internationale qu'elle a promis de reprendre un jour, s'est clôturée les 13 et 14 février 2023 au cinéma MK2 Bibliothèque.

### Jeanne
Cet album, autoproduit par l'artiste et arrangé par Benjamin Biolay, sort en 2025.

## Prises de position et engagements
Depuis l'été 2010, Jeanne Cherhal s'engage aux côtés des travailleurs étrangers en situation irrégulière et a été l'une des artistes à l'affiche du concert Rock Sans Papiers à Bercy (18 septembre 2010). Elle a également chanté devant le ministère de l'immigration en compagnie de Jane Birkin et Agnès Jaoui. Elle est également connue pour son action au sein de l'association Courrier de Bovet.
En 2013, Jeanne Cherhal et Elise Caron participent au combat de Sara Najafi pour organiser un concert de chanteuses à Téhéran. Il est illégal pour les femmes Iraniennes de chanter sur scène devant un public mixte. Le frère de Sara Najafi, Ayat  Najafi réalise un documentaire, No Land's Song, montrant toutes les difficultés de la démarche qui semblaient impossibles à surmonter. À la suite de la révolution verte de 2009, des artistes portent la contestation sur le plan culturel,.
En 2018, Jeanne Cherhal fait partie des 250 personnalités qui appellent à participer aux marches contre les violences sexistes et sexuelles. « Les violences sexistes et sexuelles empêchent plus de la moitié de l’humanité, les femmes et les filles, d’exercer leurs droits fondamentaux. Elles bouleversent leur vie entière ».

## Vidéographie
- 2005 - Jeanne Cherhal à la Cigale (Concert enregistré le 13/11/2004) (Tôt ou tard)

## Livres audio
- Les Monologues du Vagin de Eve Ensler (Lizzie) avec Aloïse Sauvage et Lisette Malidor
- Mon mari de Maud Ventura (Lizzie)
- Tata de Valérie Perrin (Audiolib)

## Participations (enregistrements)
- 2002 : En même temps... (Album livre-disque de Jeanne Cherhal & Matthieu Bouchet)
- 2004 :On n'est pas là pour se faire engueuler (reprise de Boris Vian) en duo avec Aldebert sur l'album L'Année du Singe
- 2005 : Interprète Ces mots stupides en duo avec Albin de la Simone sur l'album Je vais changer
- 2005 : Double-album Tôt ou tard : Tout le monde se sert dans mon assiette avec Franck Monnet, La Barmaid avec Thomas Fersen, La Rousse au chocolat avec Jacques Higelin, Sararévé avec Bumcello, et accompagne au piano Lhasa et Françoiz Breut sur La Confession.
- 2005 : Ma vie en l'air, Générique du film Ma vie en l'air
- 2006 : Interprète Quelle belle vallée (D.Annegarn) en duo avec JP Nataf (les Red Legs) sur Le Grand Dîner, album hommage à Dick Annegarn
- 2006 : Interprète le personnage de Betty Quette dans le conte musical de Louis Chedid, Le Soldat Rose
- 2006 : Interprète Cette ville n'est pas une ville (J.Cherhal) pour l'album collectif 20 Ans Tchernobyl
- 2007 : Comme un autre (J. Cherhal) sur l'album La Pointe Rouge Jean Guidoni
- 2007 : Les gens qui doutent (Anne Sylvestre) en trio avec Albin de la Simone et Vincent Delerm sur l'album live Favourite Songs de Vincent Delerm
- 2008 : Interprète Une petite larme m'a trahi sur l'album Claude François, autrement dit
- 2008 : Interprète Rachel (F.Béranger) sur l'album Tous ces mots terribles, hommage à François Béranger
- 2008 : Interprète La nuit (S.Adamo) sur l'album Le Bal des gens bien, album de duos de Salvatore Adamo
- 2008 : Interprète plusieurs chansons sur l'album de Sol En Si Les Grands Gamins au Zénith
- 2009 : Participation à la bande originale du film de Maïwenn, Le Bal des actrices
- 2009 : Interprète La femme à barbe (E.Loizeau) sur l'album Pays sauvage d'Emily Loizeau en compagnie d'Olivia Ruiz, Nina Morato et Emily Loizeau.
- 2009 : Interprète Les toros (J.Brel) sur l'album Fiorina de l'accordéoniste Jean Corti
- 2009 : Étranger (J.Cherhal) sur l'album 20 m2 d'Amandine Bourgeois
- 2009 : Chœurs de l'album Prohibition de Brigitte Fontaine
- 2009 : Interprète Brandt Rhapsodie (écrite par J. Cherhal et B. Biolay) en duo avec Benjamin Biolay et chœurs sur Tout ça me tourmente sur l'album La Superbe de Benjamin Biolay
- 2010 : Interprète Qui est In ? Qui est Out ? (S. Gainsbourg) en duo avec Emily Loizeau sur l'album Gainsbourg, vie héroïque
- 2010 : Chœurs de l'album Decorum de Katel
- 2010 : Je ne veux pas ton pouvoir (Jeanne Cherhal / Tiken Jah Fakoly) sur l'album African Revolution de Tiken Jah Fakoly
- 2010 : Chante Les ailes de verre (de Marc Seberg) sur l'album de Nouvelle Vague Couleurs sur Paris
- 2010 : Création d'un spectacle avec Titi Robin pour les Nuits du Ramadan à Paris.
- 2010 : Chante Au restau des Tourtereaux en duo avec JP Nataf dans le conte musical d'Anna Karina Le vilain petit canard
- 2011 : Chœurs sur Le roi des menteurs avec Armelle Pioline (Holden) et Barbara Carlotti (album Cocktail Party de Radiomatic)
- 2011 : Chœurs de l'album Rio de Thierry Stremler
- 2012 : Participation à Coquillette la Mauviette, Livre disque de Florent Marchet et d'Arnaud Cathrine
- 2013 : Chante Cruel(le) en duo avec Cabadzi
- 2013 : Chante Le fil du jour en duo avec Jérémie Kisling sur l'album Tout m'échappe de Jérémie Kisling
- 2013 : Chœurs de La Marseillaise interprétée par Jean-Louis Murat dans le film The End, etc. de Laetitia Masson
- 2013 : Chante Le vieux en duo avec Sanseverino sur l'album Honky Tonk de Sanseverino
- 2014 : Chante Chem Cheminée du film Mary Poppins sur l'album We Love Disney 2
- 2014 : Musique de Mytilène Island (paroles de Hubert-Félix Thiéfaine) sur l'album Stratégie de l'inespoir de Hubert-Félix Thiéfaine
- 2015 : Accompagnement piano sur Tu dors (paroles et musique de La Grande Sophie sur l'album Nos histoires de La Grande Sophie
- 2015 : Quand nous aurons cent ans (J.Cherhal / Babx et Angelo Folet) sur l'album Il nous restera ça de Grand Corps Malade
- 2017 : Interprète Nantes (Barbara) sur l'album Elles et Barbara
- 2017 : Interprète Rame (Alain Souchon) sur l'album Souchon dans l'air
- 2017 : Interprète L'Espoir (Bernard Lavilliers) en duo avec Bernard Lavilliers sur l'album 5 minutes au paradis
- 2018 : Interprète Sans ma souris (J.Cherhal) sur l'album collectif de Sophie Calle, Souris Calle
- 2018 : Interprète Les Sensations manquantes sur le 45 tour DeLuxe de Sophie Calle, Souris Calle, texte de Sophie Calle et Jeanne Cherhal, musique de Jeanne Cherhal
- 2018 : Interprète Tu sais que je t'aime bien en duo avec Véronique Sanson sur l'album Duos volatils
- 2023 : Interprète Basket-Ball sur l'album Simplement Sheller

### Parolière
- 2014 : Paroles de Te manquer (musique de Yodelice) sur l'album Rester vivant de Johnny Hallyday
- 2015 : Paroles de Un dimanche de janvier, Tu es là et Voyageur clandestin (musiques de Yodelice ) sur l'album De l'amour de Johnny Hallyday
- 2021 : Paroles de La jeune fille en feu (musique de Julien Clerc) sur l'album Terrien de Julien Clerc

## Filmographie
Comme actrice :
- 2007 : La Consultation (court métrage) de Frédérick Vin
- 2008 : La Copie de Coralie (court métrage) de Nicolas Engel (présenté à la Semaine de la critique au festival de Cannes 2008) : Virginie
- 2014 : No Land's Song de Ayat Najafi
- 2015 : La Vie très privée de Monsieur Sim de Michel Leclerc : Emmanuelle, le GPS (voix)
- 2020 : Capitaine Marleau, épisode Au nom du fils de Josée Dayan : Violette Lanski
- 2024 : Un silence de Joachim Lafosse : Commissaire Colin

Autres :
- 2011 : Les Françoises, en route pour le Printemps (documentaire) de Yvan Schreck - elle-même / chanteuse
- 2014 : Des lendemains qui chantent de Nicolas Castro - compositrice
- 2021 : Tralala d'Arnaud et Jean-Marie Larrieu - compositrice
- 2024 : Yūrei d'Eric Khoo - compositrice

## Littérature
- 2020 : A cinq ans, je suis devenue terre-à-terre, éditions Points, collection Le Goût des Mots, présenté à la Maison de la poésie[31].
- 2022 : Couleurs primitives, éditions Gründ, illustré par Petites Luxures, recueil de poèmes érotiques qu'elle a présenté à la Maison de la poésie[32].

## Théâtre
- 2005 : Les Monologues du vagin d'Eve Ensler, mise en scène Isabelle Rattier, Petit Théâtre de Paris
- 2011-2012 : The Second Woman (Opening Night Opera) d'après Opening Night de John Cassavetes, mise en scène Guillaume Vincent, livret Bastien Gallet, musique Frédéric Verrières, Théâtre des Bouffes du Nord, et tournée.
- 2017 : Songes et Métamorphoses, mise en scène Guillaume Vincent, Atelier Berthier Odéon, tournée.

## Distinctions
- 2000 : Révélation du tremplin des Jeunes Charrues (festival des Vieilles Charrues)
- 2001 : Révélation du Printemps de Bourges[33]
- 2004 : Grand Prix du Disque de l'Académie Charles-Cros pour Douze fois par an
- 2005 : Victoire de la musique catégorie « Artiste révélation du public de l'année »
- 2005 : Lauréate des Trophées de la langue française
- 2013 :  Chevalier de l'ordre des Arts et des Lettres
- 2014 : Grand Prix du Disque de l'Académie Charles-Cros pour Histoire de J.
- 2015 : Prix du parolier de l'année RFM-Paris Match pour le titre Te manquer (interprété par Johnny Hallyday)[34]
- 2022 :  Officier de l'ordre des Arts et des Lettres[35]
- 2023 : Présidente du GRAND PRIX poésie RATP